# 은평구청장
은평구청장은 서울특별시 은평구의 구청장이다.

## 역대 은평구청장

### 관선
| 구분 | 성명   | 재임기간                           | 비고                                                      |
| ---- | ------ | ---------------------------------- | --------------------------------------------------------- |
| 1    | 안기호 | 1979년 10월 1일 ~ 1980년 7월 27일  | 초대 은평구청장                                           |
| 2    | 이문재 | 1980년 7월 28일 ~ 1980년 11월 26일 |                                                           |
| 3    | 이충우 | 1980년 11월 27일 ~ 1981년 11월 8일 | 훗날 삼풍백화점 붕괴 사고 수뢰 범죄로 복역                |
| 4    | 허재구 | 1981년 11월 9일 ~ 1982년 12월 6일  |                                                           |
| 5    | 김영중 | 1982년 12월 7일 ~ 1985년 3월 13일  |                                                           |
| 6    | 이영화 | 1985년 3월 14일 ~ 1988년 3월 14일  |                                                           |
| 7    | 김완종 | 1988년 3월 15일 ~ 1989년 11월 7일  | 1988년 5월 1일 지방자치법 실시로 관선 지방자치단체장이 됨 |
| 8    | 김치운 | 1989년 11월 8일 ~ 1992년 4월 27일  |                                                           |
| 9    | 김명주 | 1992년 4월 28일 ~ 1993년 3월 18일  |                                                           |
| 10   | 류동주 | 1993년 3월 19일 ~ 1995년 3월 19일  |                                                           |
| 11   | 김병석 | 1995년 3월 20일 ~ 1995년 5월 3일   |                                                           |
| 12   | 권오록 | 1995년 5월 4일 ~ 1995년 6월 30일   | 마지막 관선 구청장                                        |

### 민선
| 구분 | 성명   | 재임기간                          | 비고          |
| ---- | ------ | --------------------------------- | ------------- |
| 13   | 이배영 | 1995년 7월 1일 ~ 1998년 6월 30일  | 민선 1기      |
| 14   | 이배영 | 1998년 7월 1일 ~ 2001년 2월 13일  | 민선 2기 재선 |
| 15   | 노재동 | 2001년 4월 27일 ~ 2002년 6월 30일 | 민선 2기      |
| 16   | 노재동 | 2002년 7월 1일 ~ 2006년 6월 30일  | 민선 3기 재선 |
| 17   | 노재동 | 2006년 7월 1일 ~ 2010년 6월 30일  | 민선 4기 3선  |
| 18   | 김우영 | 2010년 7월 1일 ~ 2014년 6월 30일  | 민선 5기      |
| 19   | 김우영 | 2014년 7월 1일 ~ 2018년 6월 30일  | 민선 6기 재선 |
| 20   | 김우영 | 2018년 7월 1일 ~ 2022년 6월 30일  | 민선 7기 3선  |
| 21   | 김미경 | 2022년 7월 1일 ~                  | 민선 8기      |

## 같이 보기
- 은평구청장 선거